# Terra Natura Murcia
Terra Natura Murcia es un zoológico situado en Murcia, España. Forma parte de un complejo más amplio que incluye un parque de atracciones acuáticas, restaurantes y otros servicios.
Fue inaugurado el 27 de abril de 2007. La empresa es propiedad de la empresa alimentaria ElPozo. El complejo cuenta con una superficie de más de 165.000 metros cuadrados en el que se pueden observar a más de 500 animales de 50 especies diferentes, algunas de ellas en peligro de extinción.
Entre las especies en exhibición se encuentran hipopótamos, leones, lémures, osos pardos, linces ibéricos, lobos ibéricos, jirafas, cebras, etc.
La construcción del recinto permite recrear el hábitat natural de los animales. Entre las instalaciones se recrean parajes naturales y enclaves arquitectónicos de distintos puntos del planeta.
Especies del zoo de la abuela: 
León Africano
Gorila de Montaña
Mandril
Elefante Africano de Selva
Rinoceronte Negro

## Ubicación
El parque está ubicado en la zona de Los Rectores, en el barrio de Espinardo, junto a la A-7 y la A-30. Se puede acceder en las líneas urbanas de autobús 31, 39A y 39C, o con la línea 1 del Tranvía con parada en Urb. Los Rectores/Terra Natura Murcia. La dirección del parque es calle Regidor Cayetano Gago, s/n (Murcia). Localización en coordenadas: GPS 38°00’44.1″N 1°09’54.9″W.

## Áreas
El complejo se divide en dos ambientes. Una de las áreas está ambientada en Kenia y posee especies de animales característicos de este país. La otra zona representa la península ibérica y en ella se encuentra la fauna común de esta área como los lobos ibéricos, osos pardos, etc. A diario se realiza una charla educativa con aves rapaces, donde interviene el halcón peregrino, buitres leonados, búho real, entre otras especies. También se realizan otra serie de charlas educativas de nutrias, jirafas, aves exóticas y osos. Al recorrido se han incorporado también varias actividades de enriquecimiento ambiental.
Además de estas dos áreas, el complejo incluye un parque acuático (Aqua Natura Murcia) con piscinas para adultos y niños, toboganes, pistas blandas, kamikazes, río lento, etc.
A lo largo de las instalaciones hay distintos puntos de restauración: varios chiringuitos, un restaurante Carnívore y un lounge & bar Lunátic.

## Proyectos de conservación
Terra Natura Murcia participa en diversos proyectos de conservación in-situ y ex-situ de especies amenazadas, conjuntamente con diversos departamentos de la Universidad de Murcia.

## Enlaces externos

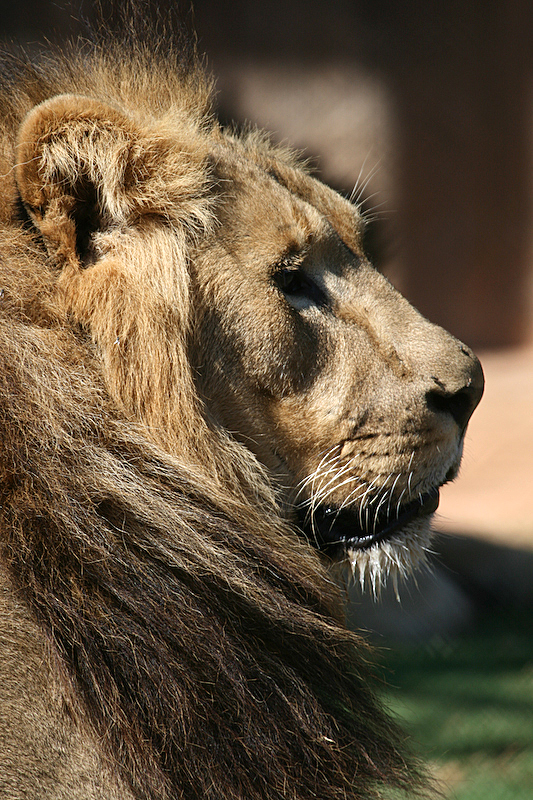
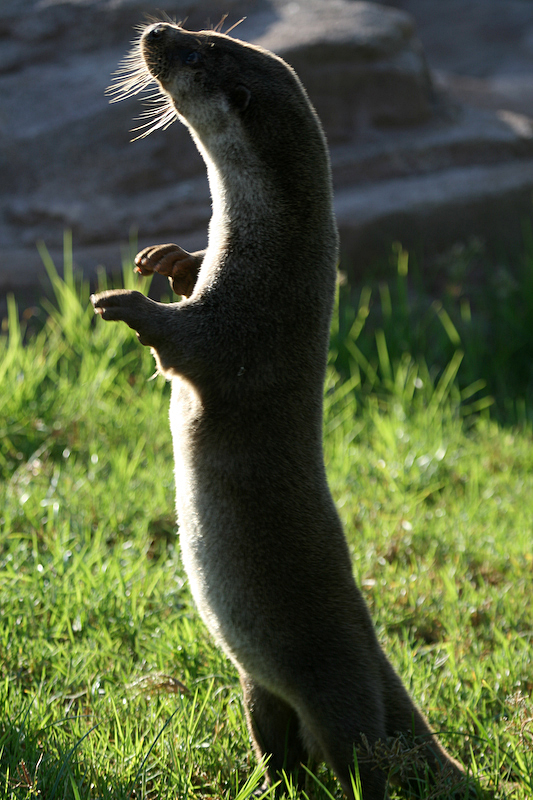
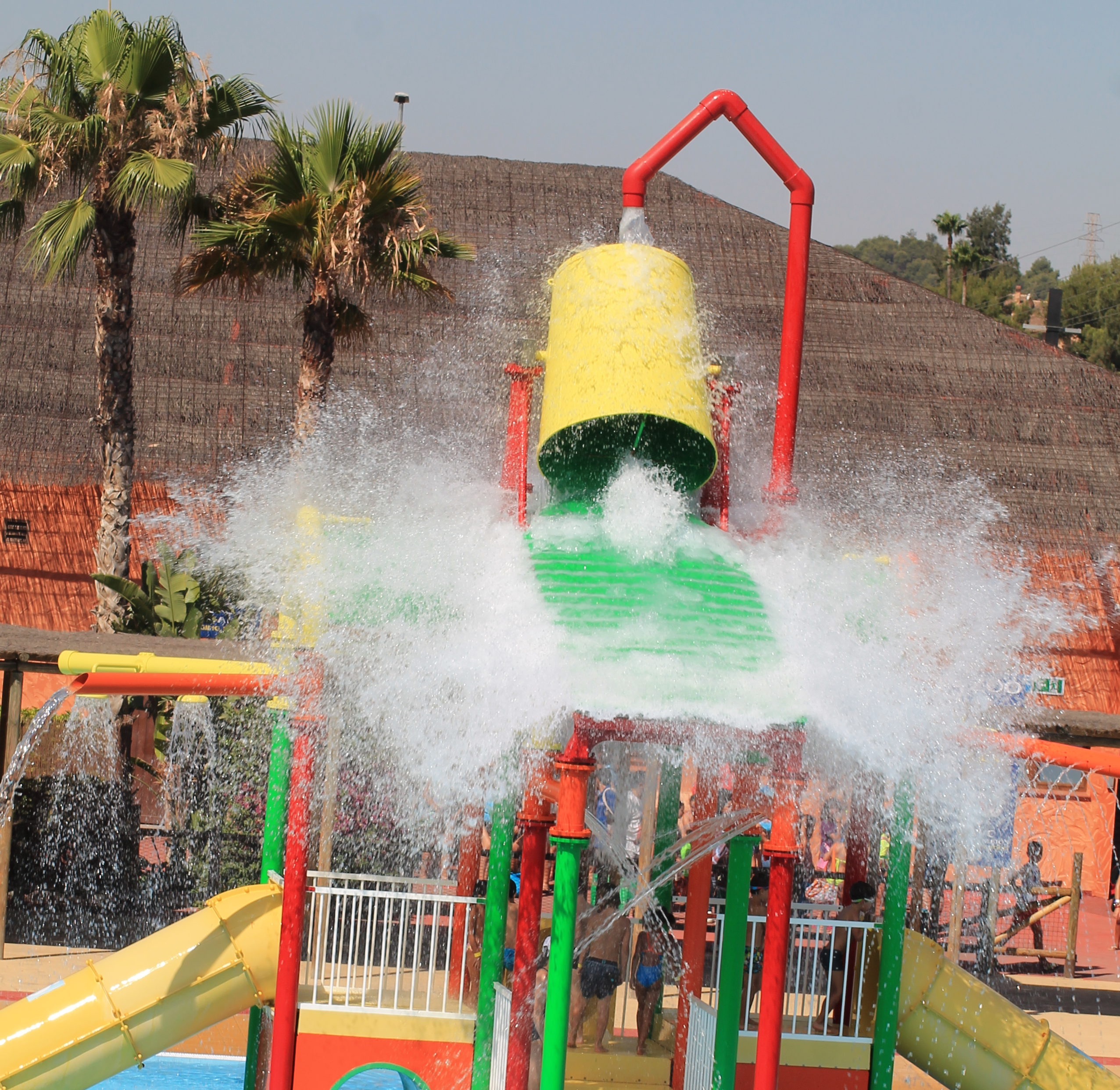
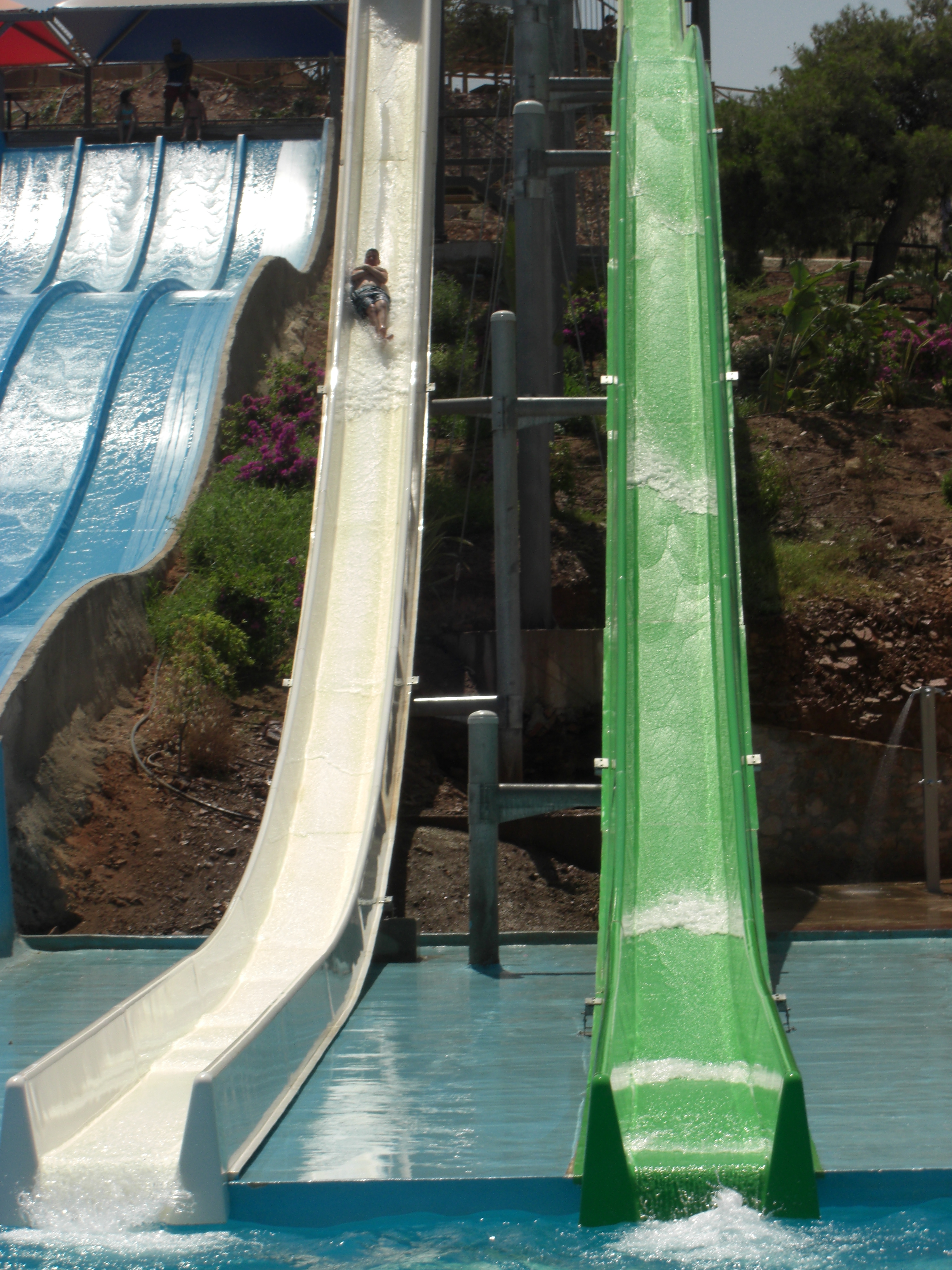